# Médaille d'intronisation de l'empereur Sunjong
La médaille d'intronisation de l'empereur Yunghui (ou médaille commémorative d'intronisation de l'empereur Sunjong) (coréen : 대한제국 황제의 투구를 새긴 기념장 記念章) est une distinction honorifique de l'empire de Corée, créée par l'empereur Yunghui (anciennement prince Sunjong) le 27 août 1907, pour célébrer le début de son règne.
Elle a été décernée aux invités et aux organisateurs de la cérémonie d'intronisation du nouvel empereur. Il existe trois classes : la 1re classe réservé à l'empereur et sa famille, la 2e classe pour les nobles et officiers, la 3e classe pour les roturiers, jeunes fonctionnaires et autres grades.

## Récipiendaires
Cette médaille a été décernée aux invités et aux organisateurs de la cérémonie d'intronisation du nouvel empereur Yunghui.

## Apparence
La médaille représente deux fleurs de pruniers superposé, avec cinq pétales internes et cinq pétales externes. Autour de ses pétales sont représentés des taeguk et des enluminures. Au centre est représenté un casque de style occidental qui symbolise le pouvoir impérial — de ceux que portait l'empereur — surmonté d'une décoration en forme d'oiseau (similaire au Fenghuang abordé sur les casques de la dynastie Joseon),,.
La suspension est une poignée en forme de feuille de prunier repliée sur le bord avec la tige au revers et d'une boule en forme de fleur de prunier.
Sur les pétales internes, les hanja signifie « médaille commémorative d'intronisation ».
Sur le revers, il est inscrit en hangeul en forme de cercle « Empire coréen, Sa Majesté l'Empereur, Cérémonie d'intronisation, Médaille commémorative, 27 août, année Yunghui ».
Le ruban mesure au total 37 mm avec les couleurs suivantes : couleur jaune pâle (2,5 mm), rouge (3,5 mm), bleu (2,5 mm), rouge (3,5 mm), jaune pâle (13 mm), rouge (3,5 mm), bleu (2,5 mm), rouge (3,5 mm), jaune pâle (2,5 mm),.
La médaille mesure 34 mm de diamètre,. Elle existe en bronze et en argent.

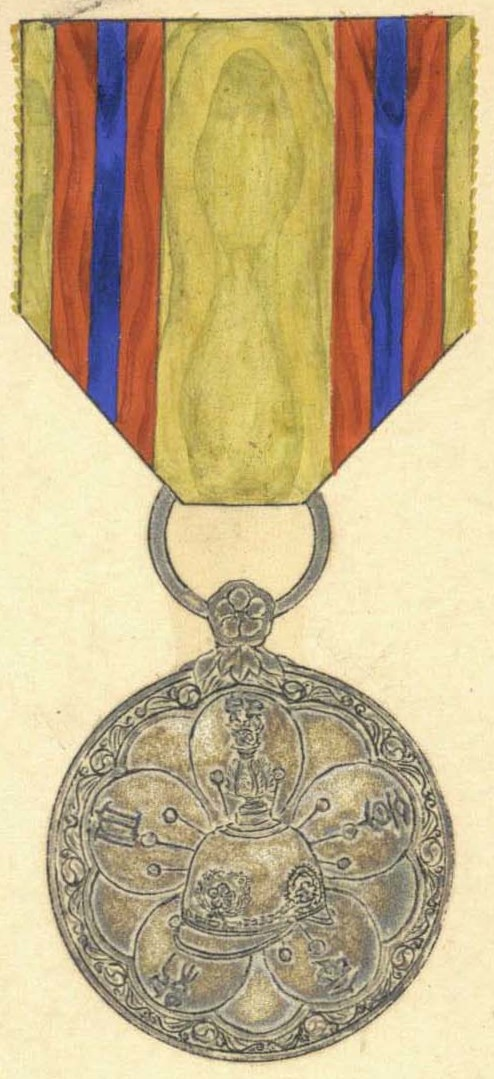
Dessin de l'avers de la médaille
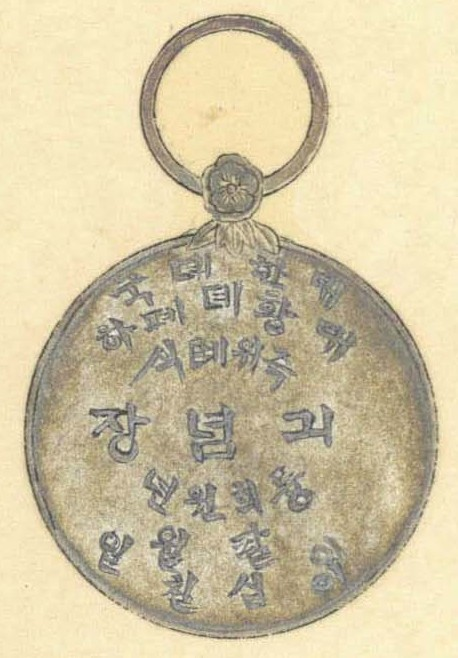
Dessin du revers de la médaille
Ruban de la médaille
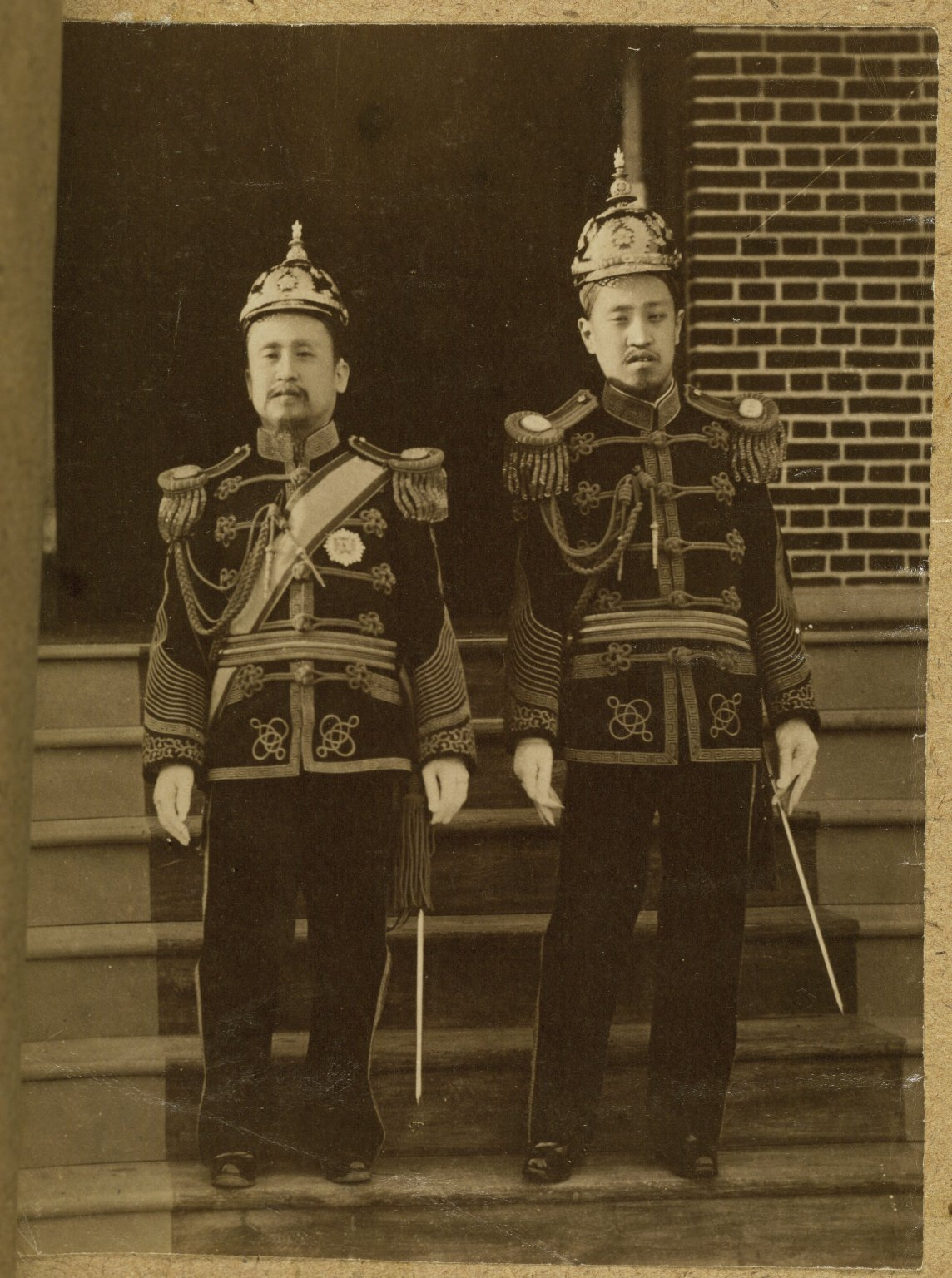
Photographie de l'empereur Kojong et Sunjong avec leur casque de style occidental
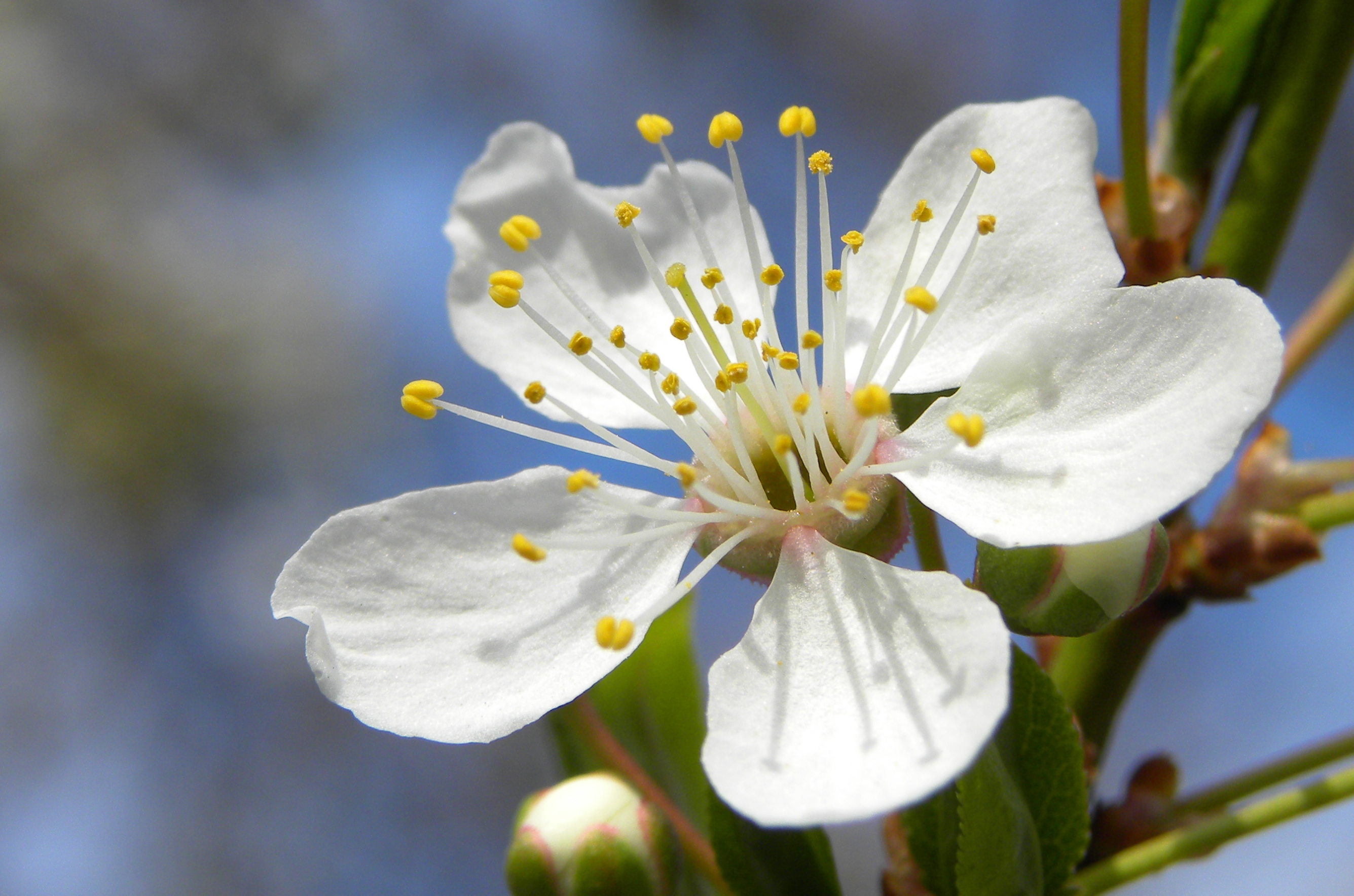
Fleur de prunier, symbole de l'empire, qui est représenté sur l'avant du casque

### Alliage des médailles
La 1re classe est en or, la 2e classe en argent, la 3e en bronze,,.

## Grades
Cette distinction est composée de 3 classes : 
- la 1re classe réservé à l'empereur et sa famille (or)
- la 2e classe pour les nobles et officiers (argent)
- la 3e classe pour les roturiers, jeunes fonctionnaires et autres grades (bronze)[3].